# Karol Seman
Karol Seman (* 23. března 1940) byl slovenský a československý politik romského původu a poslanec Sněmovny národů Federálního shromáždění za SDĽ po sametové revoluci.

## Biografie
K roku 1990 se profesně uvádí jako pracovník Městského domu kultury a osvěty v Bratislavě, bytem Bratislava.
V lednu 1990 zasedl v rámci procesu kooptací do Federálního shromáždění po sametové revoluci jako bezpartijní poslanec do slovenské části Sněmovny národů (volební obvod č. 98 - Šaštín-Stráže, Západoslovenský kraj). Mandát obhájil ve volbách roku 1990, nyní jako člen poslaneckého klubu SDĽ. Ve Federálním shromáždění setrval do konce funkčního období, tedy do voleb roku 1990,.
Působí jako pedagog na Katedře romské kultury v Nitře i jako literát. Je autorem prvního romského románu Romský učiteľ a většího množství odborných příspěvků v literárních sbornících.